# Hanan International Airport

i7
i11
i13
Der Hanan International Airport (auch Niue International Airport) ist der regionale Flughafen der Pazifik-Insel Niue und zugleich der einzige der Insel. Er liegt auf der Westseite Niues und ist etwa drei Kilometer vom Hauptort Alofi entfernt. Der Flughafen wird einmal wöchentlich von der Fluggesellschaft Air New Zealand angeflogen.
Der Flughafen wurde im Dezember 1970 eröffnet und 1994 für den Abflug von Flugzeugen des Typs Boeing 737 mit maximalem Gewicht ausgebaut. Er verfügt über eine asphaltierte, 2335 Meter lange Start- und Landebahn sowie einen Terminal und einen Tower.

## Lage
Der Flughafen liegt auf dem Gebiet der Villages Alofi South und Tamakautoga. Er ist über befestigte Straßen mit den Orten Alofi (drei Kilometer Entfernung) und Tamakautoga (fünf Kilometer Entfernung) verbunden. Dort besteht jeweils Anschluss an die Ringstraße, die die gesamte Insel umrundet. 

## Fluggesellschaften und Ziele
Bis Oktober 2005 wurde der Hanan International Airport einmal wöchentlich durch die samoanische Fluggesellschaft Polynesian Airlines von Apia (Samoa) aus mit Kleinflugzeugen angeflogen. Seit November 2005 existiert nur noch eine einzige Flugverbindung nach Niue. Jeden Freitag und seit Mai 2014 zusätzlich jeden Mittwoch fliegt die Air New Zealand ab Auckland mit einem Airbus A320 den Flughafen Niue an. Im Jahr 2007 fanden auf dieser Strecke 123 Flüge statt, mit denen 9292 Passagiere befördert wurden.